# Riccardo Nencini

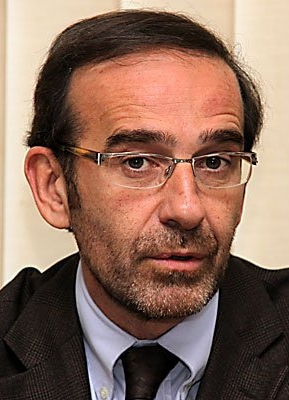
Riccardo Nencini.

Riccardo Nencini (19 de octubre de 1959 en Barberino di Mugello, Italia) es un político italiano.
Fue durante mucho tiempo un miembro del Partido Socialista Italiano, y una vez que este se disolvió, ingresó en los Italianos Socialistas, y luego en Los Socialistas Democráticos Italianos, en 1998.
Desde 1994 a 1998 fue miembro del Parlamento Europeo. Desde 2000, es presidente del Parlamento de Toscana.
Actualmente es el secretario-general del Partido Socialista, recientemente formado. En marzo de 2009 sufrió un accidente automovilístico del que consiguió reponerse después de una operación de urgencia.
- Datos: Q2307679
- Multimedia: Riccardo Nencini / Q2307679